# Föreningar för skuldsatta i Sverige
Föreningar för skuldsatta är föreningar i Sverige som hjälper privatpersoner som har hamnat i en svår ekonomisk sits. Förutom ideella föreningar som har detta som huvudsyfte, kan även andra föreningar, bland annat olika församlingar, hjälpa till med rådgivning och annat. Dessutom har kommunerna, med stöd av Konsumentverket, skyldighet att tillhandahålla skuldrådgivning.

## Föreningar
Det finns i Sverige åtminstone en förening för skuldsatta, Solvensia, som grundades år 2019. Föreningen har som övergripande ändamål att främja social hållbarhet genom att erbjuda juridiskt stöd och vägledning till individer som befinner sig i en ekonomiskt utsatt situation, särskilt vid överskuldsättning och ansökan om skuldsanering. Föreningen riktar sitt stöd till personer som saknar tillgång till juridisk hjälp och som faller mellan samhällets befintliga insatser, då varken kommunen eller Kronofogdemyndigheten tillhandahåller tillräckligt med stöd. Utöver det juridiska stödet har föreningen även som ändamål att erbjuda en plats för samhörighet, stöd och inkludering, samt att motverka ensamhet.[källa behövs]